# Janet Jackson's Rhythm Nation 1814
 (octobre 2021).
Albums de Janet Jackson
Control
(1986) Janet.
(1993)
Singles
1. Miss You Much
Sortie : 22 août 1989
2. The Knowledge
Sortie : 12 septembre 1989
3. Rhythm Nation
Sortie : 24 octobre 1989
4. Escapade
Sortie : 8 janvier 1990
5. Alright
Sortie : 4 mars 1990
6. Come Back to Me
Sortie : 18 juin 1990
7. Black Cat
Sortie : 28 août 1990
8. Love Will Never Do (Without You)
Sortie : 2 octobre 1990
9. State of the World
Sortie : 6 février 1991

Janet Jackson's Rhythm Nation 1814 est le quatrième album de Janet Jackson, sorti le 19 septembre 1989, sous le label A&M Records.

## Chansons
Comme l'album précédent, ce disque est principalement pop, New Jack Swing et RnB, mais il inclut aussi le hard rock et la dance music. La plupart des chansons de l'album sont accompagnées d'un interlude. Après l'interlude, il commence par trois chansons politiquement et socialement engagées. D'abord la chanson-titre, qui est un message politique dénonçant la pauvreté et le racisme. State of the world est une chanson dénonçant le crime et la drogue dans les rues et parle aussi de la réalité des sans-abris. The knowledge, avec sa sonorité rappelant Nasty et son ambiance sombre, offre un son encore plus urbain, c'est d'ailleurs la chanson la plus influencé Hip-Hop de l'album. Cette chanson parle du racisme et des préjugés entre les gens. Vient ensuite Miss you much, qui parle de l'amour qui lui manque dans sa vie. C'est la chanson qui ressemble le plus au style de l'album Control. Après la prochaine interlude, viennent trois autres chansons. D'abord, une chanson incitant à la fidélité dans le couple, Love will never do (Without you), puis Living in a world (They didn't make) qui est une ballade pop évoquant la pauvreté des enfants dans le monde, et de leur malnutrition. Cette partie se termine avec le titre Alright. Après une autre introduction vient le titre Escapade, une chanson dance-pop qui rappelle le plus le style de Madonna avec ses paroles légères et qui donne envie de danser. L'album change de cap avec Black Cat, une chanson qui se tourne principalement vers le Hard rock et le seul morceau de l'album qui n'est pas produit par Jimmy Jam et Terry Lewis. Ce titre rappelle l'ambiance et les paroles de la chanson "Beat it" de son frère, Michael Jackson. Enfin, les trois dernières chansons de l'album sont des ballades et parlent toutes les trois d'amour. Lonely est une ballade RnB au sujet d'un amour perdu, Come back to me est une ballade pop au sujet d'une peine de cœur, et se termine par Someday is Tonight, qui est une ballade RnB parlant d'une personne qui attend son amour d'un soir.

## Informations
L'album aborde les problèmes sociaux liés à la pauvreté dans le monde, le racisme, le manque d'éducation des enfants vivant dans un monde dans lequel il est difficile de grandir, mais aussi des messages d'espérance et d'amour. Sorti le 19 septembre 1989, il est l'album qui a véritablement fait de Janet une star et l'une des plus grandes artistes pop féminines de cette décennie. À ce jour, il représente la deuxième meilleure vente d'albums de Janet Jackson avec environ 12 millions d'exemplaires vendus dans le monde, derrière l'album Janet. (sorti en 1993 avec 14 millions d'exemplaires vendus, ndlr). Les singles de cet album se sont vendus particulièrement bien aux États-Unis (sept chansons de l'album atteignent le Top 5 du Billboard Hot 100, un record encore aujourd'hui, dont quatre à la 1re place). C'est le seul album à avoir généré des numéros 1 d'un même album sur trois années consécutives (Miss You Much en 1989, Escapade et Black Cat en 1990, Love Will Never Do (Without You) en 1991). C'est aussi le 5e album de l'histoire à générer plus de 4 singles n.1 du Billboard Hot 100 (après la trame sonore Saturday Night Fever, George Michael avec l'album Faith, Michael Jackson avec son album Bad (qui a généré cinq singles n.1) et Paula Abdul avec l'album Forever Your Girl)
L'esthétique de l'album est froide, les photos sont en noir et blanc, et dans les clips, Janet apparait très masculine, notamment en tenue policière dans Rhythm Nation. Le clip de Come Back to Me a été tourné à Paris. Le clip du 7e single, Love Will Never Do (Without You) marquera le début de sa nouvelle image, plus féminine et plus sexy. En 2012 cet album est classé parmi les 50 plus grands albums féminins de tous les temps dans la catégorie "Women who rocks" par Rolling Stone Magazine.

## Liste des pistes
| 1.    | Interlude: Pledge                        |                                              | 0:47 |
| 2.    | Rhythm Nation                            | Janet Jackson, James Harris III, Terry Lewis | 5:31 |
| 3.    | Interlude: T.V.                          |                                              | 0:22 |
| 4.    | State of the World                       | Jackson, Harris, Lewis                       | 4:48 |
| 5.    | Interlude: Race                          |                                              | 0:05 |
| 6.    | The Knowledge                            | Harris, Lewis                                | 3:54 |
| 7.    | Interlude: Let's Dance                   |                                              | 0:03 |
| 8.    | Miss You Much                            | Harris, Lewis                                | 4:12 |
| 9.    | Interlude: Come Back                     |                                              | 0:21 |
| 10.   | Love Will Never Do (Without You)         | Harris, Lewis                                | 5:50 |
| 11.   | Livin' in a World (They Didn't Make)     | Harris, Lewis                                | 4:41 |
| 12.   | Alright                                  | Jackson, Harris, Lewis                       | 6:26 |
| 13.   | Interlude: Hey Baby                      |                                              | 0:10 |
| 14.   | Escapade                                 | Jackson, Harris, Lewis                       | 4:44 |
| 15.   | Interlude: No Acid                       |                                              | 0:05 |
| 16.   | Black Cat                                | Janet Jackson                                | 4:50 |
| 17.   | Lonely                                   | Jackson,Harris, Lewis                        | 4:59 |
| 18.   | Come Back to Me                          | Jackson, Harris, Lewis                       | 5:33 |
| 19.   | Someday Is Tonight                       | Jackson, Harris, Lewis                       | 6:00 |
| 20.   | Interlude: Livin'...In Complete Darkness |                                              | 1:07 |
| 64:32 |                                          |                                              |      |

## Singles
- Miss You Much (22 aout 1989) (US n.1)
- Rhythm Nation (24 octobre 1989) (US n.2)
- Escapade (8 janvier 1990) (US n.1)
- Alright (3 mars 1990) (US n.4)
- Come Back to Me (18 juin 1990) (US n.2)
- Black Cat (4 septembre 1990) (US n.1)
- Love Will Never Do (Without You) (5 novembre 1990) (US n.1)
- State of the World (6 février 1991) (US n.5 Airplay, sa sortie uniquement radio l'empêchait du figurer au Billboard Hot 100, mais il fut un énorme succès radio)